# Игото (мост)
Мостът „Игото“ е мост в Габрово. Построен е на мястото на най-стария каменен мост в града – „Конашкият“.
Името на моста е свързано с близкото му местоположение спрямо турския конак. В наши дни е един от символите на Габрово.

## Местоположение
Мостът на река Янтра е построен на стратегическия път през Шипченския проход към Тракия. Изграден е във времената, в които Габрово е проспериращо занаятчийско и търговско селище, разрастващо се и по левия бряг на реката.

## История

### Конашкият мост
Конашкият мост не се различава от българските мостовете през Възраждането, с характерното изгърбване, каменен парапет, скулптирана плоча с дълбан надпис и няколко свода, според бреговете на реката. Те са характерни за целия Балкански полуостров и са наложени от римско време.
Мостът е изграден от жълто-зелен пясъчник, с два свода и ракла, стъпила върху издигаща се от реката скала.
Мостът е датиран по надпис на каменна плоча, вградена в парапета: „Согради сые мост в лето от сотворение мира 7244, а от Рождество Христово 1749″. Самата плоча е отнесена при голямото наводнение през 1897 г.
Когато през 1798 г. Габрово е опожарено от войските на Капудан Хюсеин паша, неизвестен летописец отбелязва два оцелели моста, сред които е и Конашкият.
Конашкият мост е изграден през 1749 г. и просъществувал до 1935 г., като заема пространството на днешния площад „1 май 1876 г.“. Неудобен за съвременния транспорт, той е подменен с нов.

### Мост „Игото“
В периода 1935 – 1936 г., на мястото на Конашкия мост е изграден новия мост „Игото“. Негови автори са арх. Нено Ямантиев и инж. Лазар Драмов. Местоположението е изместено в подножието на Баждар, където днес е хотел „Балкан“.

## Композиция
Мостът представя скулптурна композиция от 4 фигури, дело на скулптора Любомир Далчев от 1936 г.: на Рачо Ковача; на ревящ лъв, на окованата във вериги Майка България и на българина, успял да разкъса оковите с цената на върховно усилие.

### Паметник на Рачо Ковача
1936 г. на скалата до моста е издигнат паметника на Рачо Ковача – основателят на Габрово.

### Непобедимият български дух
Скулптурата „Непобедимият български дух“ представлява метална фигура на ревящ лъв, разположена в единия край на моста. Символ е на разбунтувалия се срещу робството възроден български дух.

### България в окови
Скулптурата „България в окови“, известна и като „България под иго“, изобразява окованата във вериги Майка България.

### Веригата е разкъсана
„Веригата е разкъсана“ е скулптура изобразяваща българин, разкъсващ оковите си. Поставена е на отсрещния за лъва край на моста.

## В изкуството
Първото известно изображение на моста е от 1877 г., на литография от художника Август Даугел, представяща преминаването на руските войски. Към илюстрациите в книгата на Феликс Каниц: „Дунавска България и Балканът“ (Лайпциг, 1882 г.) е поместена гравюрата „Балканският град Габрово“ от Х. Кесеберг, където Конашкият мост е представен с изглед от неговата южна страна.